# 5 cm KwK 38
El 5 cm KwK 38 L/42 (5 cm Kampfwagenkanone 38 L/42) fue un cañón de tanque alemán utilizado como armamento principal de algunas variantes del tanque medio Panzerkampfwagen III durante la Segunda Guerra Mundial. Nunca presentó algún equivalente montado en un afuste de artillería para ser utilizado como cañón antitanque.

## Munición
A continuación se muestra el rendimiento promedio de penetración al disparar contra láminas de blindaje homogéneo laminado con una inclinación de 30°.

### PzGr (AP)
- Peso del proyectil: 2,06 kg
- Velocidad de salida: 685 m/s

| 100 m | 500 m | 1000 m | 1500 m |
| ----- | ----- | ------ | ------ |
| 55 mm | 46 mm | 36 mm  | 28 mm  |

### PzGr. 39 (APCBC)
- Peso del proyectil: 2,06 kg
- Velocidad de salida: 685 m/s

| 100 m | 500 m | 1000 m | 1500 m |
| ----- | ----- | ------ | ------ |
| 60 mm | 50 mm | 42 mm  | 32 mm  |

### PzGr. 40 (APCR)
- Peso del proyectil: 0,925 kg
- Velocidad de salida: 1050 m/s

| 100 m | 500 m |
| ----- | ----- |
| 94 mm | 55 mm |

| 5.0 cm KwK 38 L/42 | Pzgr. 39 APCBC | 685 m/s   | 73  | 59 | 45 | 34 | 26 |
| 5.0 cm KwK 38 L/42 | Pzgr. 40 APCR  | 1,050 m/s | 130 | 94 | 63 | 42 | 28 |

## Vehículos en los cuales fue montado
- Panzerkampfwagen III (Sd. Kfz. 141) - desde la versión Ausf. F hasta la J (producción en serie), varios modelos anteriores fueron re-equipados con este cañón.
- VK 20 propuesto como un substituto para el Panzer III y IV[3]

### Armas de función comparable, rendimiento y era
- Ordnance QF 2-pounder: cañón de tanque británico equivalente
- Cañón antitanque M1937 (53-K) 45 mm: cañón de tanque soviético equivalente
- 37 mm M3: cañón de tanque estadounidense equivalente